# Gurkha

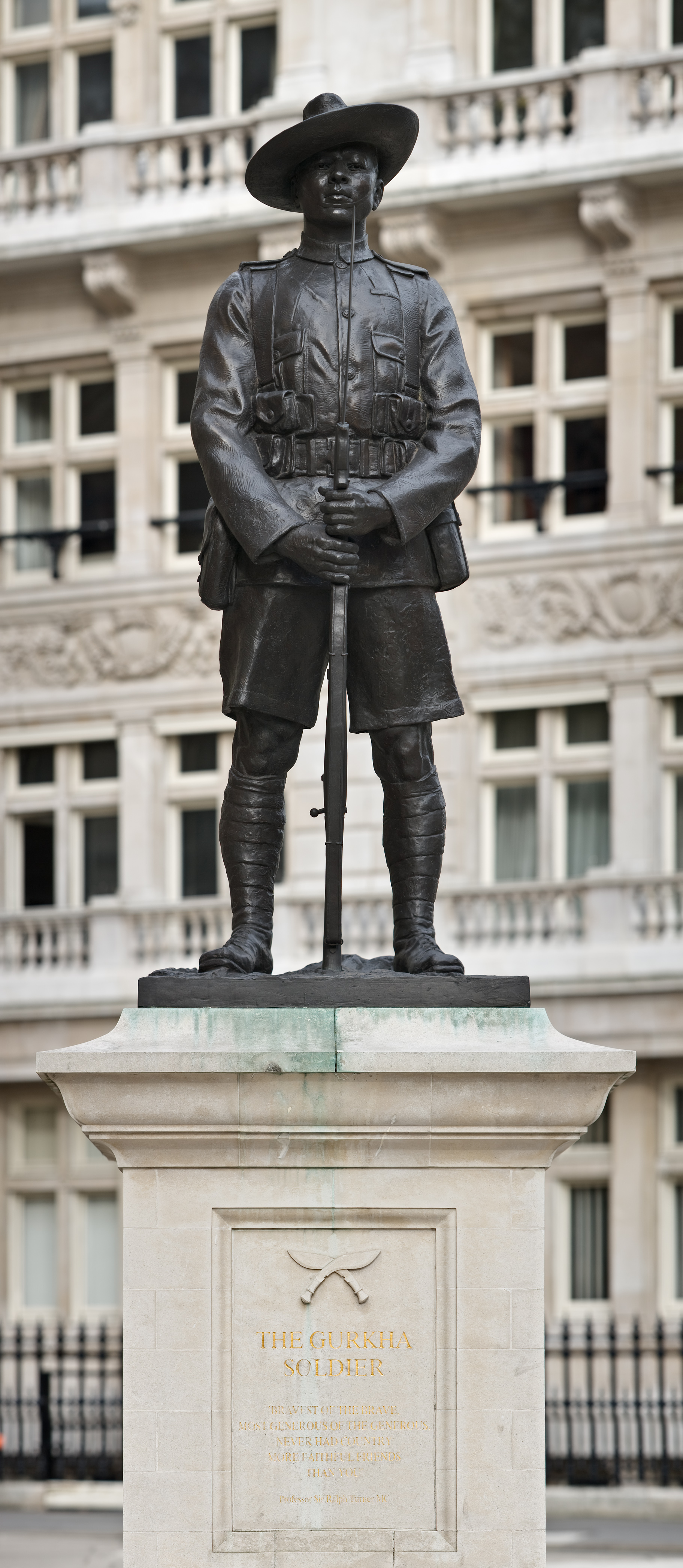
Monument al soldaților gurkha în fața Ministerului Apărării Regatului Unit din Londra

Gurkha, scris câteodată gorkha ori ghurka, (în limba nepaleză) sunt locuitori ai Nepalului .
Gurkhas s-au distins de-a lungul istoriei prin fapte de arme luptând în rândurile armatei Indiei Britanice, Regatului Unit și celei nepaleze. 
Fostul șef al Marelui stat major al armatei indiene, feldmareșalul Sam Manekshaw a spus la un moment dat: „Dacă un bărbat spune că nu se teme de moarte, ori este mincinos, ori este un gurkha”

## Istoric

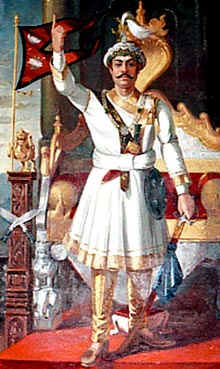
Sri Panch (5) Maharaja Dhiraj Prthivi Narayan Shahdev

În timpul războiului anglo-nepalez, gurkha au luptat împotriva armatei Companiei Indiilor de Est. Britanicii au fost impresionați de soldații gurkha și, după semnarea păcii au transformat Nepalul într-un protectorat. Mult mai târziu, britanicii au hotărât să se angajeze gurkha ca mercenari din rândul locuitorilor din interiorul Nepalului. (Schimbarea a constat în aceea că, la început, mercenarii gurkha erau angajați din regiuni precum Assam). 
Gurkha „originali”, descendenți ai clanurilor rajpute (thakuri și chetri) au refuzat să se angajeze ca soldați și au primit în schimb poziții de ofițeri în armata indo-britanică. Gurkha din Magar sau Gurung s-au angajat ca soldați. Gurkha din Thakur/Rajput s-au angajat ca ofițer. Unul dintre aceștia a ajuns aghiotantul lordului Mountbatten of Burma, ultimul vicerege al Indiei .
Soldații gurkha erau recrutați din câteva grupuri etnice. Când britanicii au început să angajeze soldați din zonele interioare ale Nepalului, aceștia au fost recrutați din rândul grupurilor etnice magar, gurug, rai și limbu. Soldații mai vechi fuseseră recrutați din rândul populațiilor garhawali, kumauni și assam .
După ce britanicii au abandonat India, gurkhas au continuat să caute să se angajeze în forțele britanice sau indiene, atât ca soldați, cât și ca ofițeri. Legile internaționale prezente nu-i mai consideră pe gurkha britanici drept mercenari, ci soldați de drept ai armatei britanice, cu aceleași drepturi și obligații cu restul soldaților. 
Strigătul de luptă al soldaților gurkha este „Jai Mahakali, Ayo Gorkhali!” (Slăvită fie zeiței războiului, vin soldații gurkha!).

## Armata Companiei Britanice a Indiilor de Est
Gurkha au fost mercenari ai Companiei Indiilor de Est în războiul britanicilor cu Imperiul Maratha (1817 – 1819), în luptele din Bharatpur din 1826 și în primul și cel de-al doilea război anglo-sikh (1846 și 1848).
În timpul răscoalei cipailor (1857), gurkha au luptat de partea britanicilor și au incorporați în armata indiano-britanică încă de la formarea acesteia. În timpul acestui ultim conflict, Regimentul al 2-lea de pușcași gurkha au avut o contribuție de cea mai mare importanță la victoria britanicilor, fiind decorați de 25 de ori cu „Ordinul de Merit” în timpul asediului orașului Delhi. La trei zile de la izbucnirea rebeliunii, batalionul gurkha Sirmoor a primit ordin să se deplaseze la Meerut,unde garnizoana britanică rezista cu greu. Soldații gurkha au mărșăluit rapid câte 48 de kilometri pe zi. Mai târziu, în timpul asediului de patru luni a orașului Delhi, ei au apărat casa lui Raja Hindu Rao cu prețul a 327 dintre cei 490 de soldați. În timpul acestei acțiuni, gurkha au luptat alături de pușcașii britanici ai Regimentului al 60-lea și au stabilit legături de camaraderie foarte puternice. Mai multe regimente ale armatei nepaleze au luptat pentru eliberarea orașului Lucknow. 
Ca recompensă pentru faptele de arme din timpul rebeliunii indiene, batalionul Sirmoor a fost transformat în regiment în 1858, batalionul fiind redenumit „Regimentul de pușcași gurkha Sirmoor”. 

## Armata Indiei Britanice (1857 – 1947)

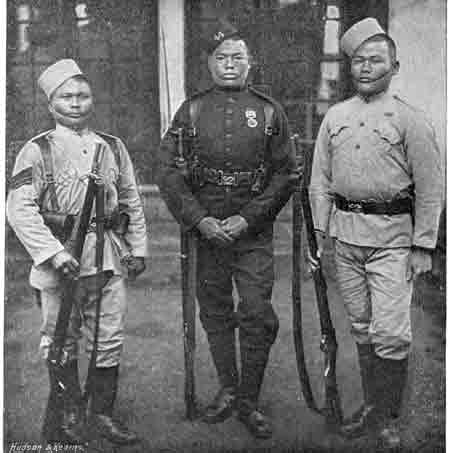
Soldați gurkha (1896). Personajul central poartă uniforma verde închis a mercenarilor din armata britanică

De la sfârșitul răscoalei din 1857 până la începutul Primului Război Mondial, regimentele gurkha au fost active în Burma, Afganistan și India de nord-est sau nord-vest, Malta (Războiul ruso-turc, 1877–1878), Cipru, Malaya, China ( Răscoala boxerilor din 1900) și  Tibet (Expediția „Younghusband” din 1905).
Regimentele gurkha au fost redenumite în perioada 1901 – 1906 ca Regimente de pușcași gurkha (1 -10). Efectivele Brigăzii gurkha au crescut la 21 de batalioane (organizate în 10 regimente) .
În timpul Primului Război Mondial, peste 200.000 de soldați gurkha au luptat în rândurile armatei britanice, aproximativ 10% dintre aceștia au fost răniți, morți sau declarați dispăruți. Soldaților gurkha le-au fost acordate aproape 2.000 de ordine și medalii militare pentru fapte de arme în timpul primei conflagrații mondiale. Numărul batalioanelor gurkha a crescut la 33, iar guvernul nepalez le-a pus la dispoziția înaltului comandament britanic pentru a fi folosite pe toate fronturile. Numeroși voluntari nepalezi au fost repartizați unități necombatante, așa cum au fost cele sanitare sau cele de muncă. Soldații gurkha au luptat în bătăliile din Franța (bătăliile de la Loos, Givenchy, Neuve Chapelle sau cele de la Ypres), din Mesopotamia, Persia, regiunea Suezului, Palestina sau Turcia (Gallipoli și Macedonia . Un detașament gurkha a luptat alături de Lawrence al Arabiei. În timpul bătăliei de la Loos, un batalion al Regimentului 8 a luptat până la ultimul om. Comandantul comandantului Corpului de armată indian, generalul James Willcocks, avea să spună despre aceștia că "... și-au găsit Valhalla lor". În timpul dezastruoasei campanii din Gallipoli din 1915, gurkha au fost printre primii care au debarcat și ultimii care au fost evacuați. Unitatea gurkha care a cucerit Sari Bair a fost singura care a reușit să cucerească și să mențină controlul asupra înălțimii care controla accesul către Strâmtori. Un batalion din Regimentul al 2-lea gurkha a participat la cucerirea Bagdadului. 
După terminarea războiului, regimentele gurkha au fost transferate în India și, în întreaga perioadă interbelică, au fost ținute departe de luptele și conflictele urbane din subcontinent. În schimb, gurkha au fost repartizați la paza frontierelor și au purtat lupte cu triburile războinice din zonele muntoase. Regimentele gurkha au fost implicate în al treilea război anglo-afgan și în pacificarea triburilor rebele paștune. 
În timpul celei de-a doua conflagrații mondiale (1939 – 1945), au fost mobilizate de partea Aliaților zece regimente cu un total de 20 de batalioane. După evacuarea de la Dunkerque din 1940, guvernul nepalez a acceptat să crească numărul soldaților gurkha care să se înroleze în armata britanică, ceea ce a dus la creșterea efectivelor acestora la 35 de batalioane . Creșterea efectivelor a dus la înființarea unor noi baze de recrutare și antrenament în India. Unele dintre noile regimente formate au fost folosite la păstrarea ordinii și paza frontierelor în India.
Un mare număr de gurkha au fost recrutați și pentru unitățile ne-gurkha, precum cele de parașutiști, geniști sau poliție militară. 

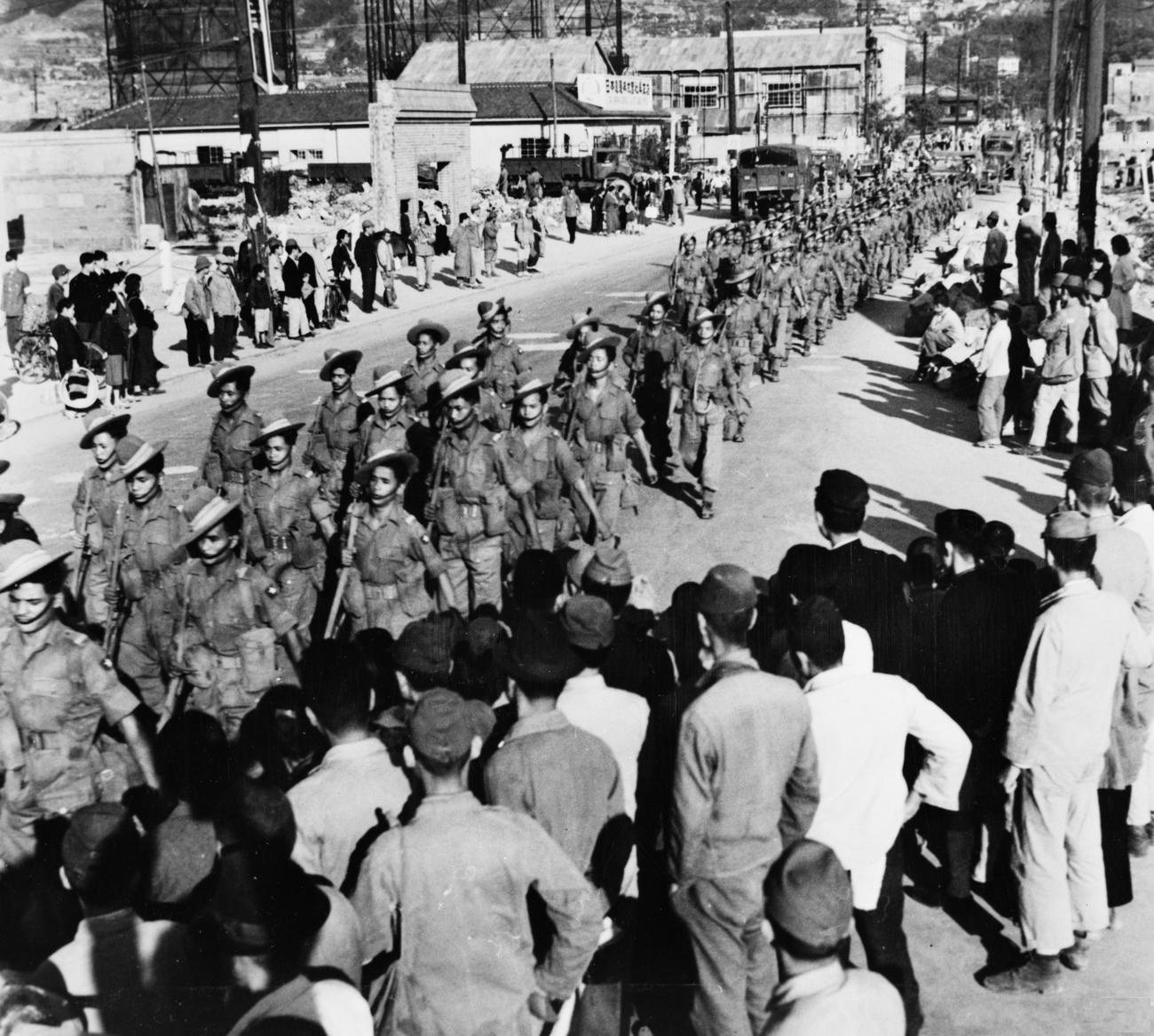
Pușcași gurkha mărșăluind prin Kure, Japonia, în mai 1946, în timpul ocupației Aliaților

În timpul războiului, aproximativ 250.280 de soldați gurkha au luat parte activă la lupte, în apoape toate teatrele de război.Pentru bravura dovedită pe câmpurile de luptă, soldații gurkh au fost decorați cu 2.734 de ordine și medalii. În timpul lupelor, soldații gurkha au înregistrat 32.000 de răniți, morți sau dispăruți.

### Sistemul gradelor militare în unitățile gurkha din armata Indiei Britanice
Gradele din unitățile gurkha din armata Indiei Britanice au respectat schema ierarhică din restul armatei coloniale a acelor vremuri. Această ierarhie corespundea în mare parte armatei britanice și era structurată pe trei niveluri: soldați  (private soldiers), subofițeri (non-commissioned officers) și ofițeri (commissioned officers). Ofițerii gurkha erau înaintați în grad prin ordinul viceregelui Indiei, („Viceroy's Commission”), spre deosebire de cei britanici, care erau înaintați în grad prin ordinul regelui/reginei („King's/ Queen's Commission”), ceea ce îi făcea pe cei din urmă superior nepalezilor, indiferent de gradul lor.
După proclamarea independenței și desprinderea Pakistanului în 1947, regimentele gurkha au fost partajate între armata indiană și cea britanică printr-o înțelegere tripartită India-Nepal-Regatul Unit. Șase regimente (12 batalioane) au fost transferate în armata indiană, iar patru regimente (șase batalioane) au fost transferate în armata britanică .
Majoritatea soldaților gurkha au ales însă să rămână în cadrul armatei indiene, spre dezamăgirea ofițerilor britanici.  Opțiunea lor pare să fi fost una pragmatică, ei urmând să servească în cadrul unor condiții cu care erau familiarizați. De exemplu, soldații care au ales să lupte în armata britanică au fost trimiși în Malaya, într-o regiune în care puțini fuseseră mobilizați până atunci. Cele patru regimente din serviciul britanicilor au fost reduse în cele din urmă la doar unul singur, în vreme ce efectivele regimentele gurkha din armata indiană au fost crescute la 20 de batalioane.
Principalul obiectiv al înțelegerii tripartite (India-Nepal-Regatul Unit) a fost asigurarea unui sistem egal de plată al tuturor soldaților gurkha, indiferent de armata în care erau angajați. Acest nivel era mai scăzut decât cel al soldaților britanice. Dacă diferențele față de solda militarilor britanici era compensată în oarecare măsură de costul mai redus al vieții în timpul serviciului militar, odată ce soldații erau scoși la pensie, ei primeau o sumă de bani cu mult mai mică decât camarazii lor britanici.
După abolirea monarhiei în Nepal, viitorul recrutării soldaților gurkha pentru armatele britanică și indiană a fost pus sub semnul întrebării. Un purtător de cuvânt al Partidul Comunist Nepalez (Maoist), care se așteaptă să joace un rol important în noua republică, a declarat că recrutarea de mercenari este înjositoare pentru poporul nepalez și că va fi interzisă.

### Soldații gurkha din armata nepaleză
În Nepal există două batalioane de infanterie ușoară formată din soldați gurkha. 
- Shree Purano Gorakh – fondat în 1763 și
- Shree Naya Gorakh – fondat în 1783.

Acestea sunt cele mai vechi regimente gurka existente și au fost folosite ca unități de gardă a palatului regelui Nepalului. Batalionul Shree Purano Gorakh a fost primul contingent nepalez care a servit operațiile de menținerea păcii ale ONU, în Peninsula Sinai, în 1974.

### Identitatea etinică
Din punct de vedere etnic, gurkha care servesc în prezent în armata britanică sunt în principal indo- tibetano-mongoli. Ei sunt originali din Nepal. Gurkha care servesc în armata indiană fac parte din ambele grupuri, indo-tibetano-mongol și rajput.
Toate grupurile gurkha, indiferent de etnie, vorbes limba nepaleză, dar și unele limbi sau dialecte locale. 
Vestitul cuțit khukuri face parte din echipamentul lor și este prezent pe semnul lor de armă.
Pe la mijlocul deceniului al 9-lea la secolului trecut, unele grupuri nepaleze din Bengalul de Vest au început să se organizeze în „Frontul Național de Eliberare a Gorkhaland”, care milita pentru creare a propriului lor stat, Gorkhaland.

### Poziția față de gurkha în Regatul Unit
Poziția față de gurkha și familiile lor a fost un subiect de dispută în Regatul Unit după ce s-a aflat că pensionarii gurkha primeau pensii mai mici decât camarazii lor britanici.  De asemenea, statutul național al gurkha și familiilor lor a fost subiect de dispută, după ce au existat rapoarte cu privire la refuzul autorităților să acorde dreptul de reședință familiilor unor soldați nepalezi trecuți în rezervă. Pe 8 martie 2007, guvernul britanic a anunțat că toți gurkha care s-au înrolat după1 iulie 1997 vor obține pensii echivalente cu soldații britanici. În plus, gurkha puteau, pentru prima oară în istorie, să se transfere într-o altă armată, după încheierea contractului de cinci ani, iar femeile gurkha se putea angaja și ele în cadrul forțelor armate britanice, dar nu în unități combatante, în conformitate cu politica oficială a armatei Regatului Unit. Guvernul garanta totodată dreptul la reședință soldaților gurkha în retragere și familiilor lor. 
În ciuda acestor modificări, numeroși gurkha nu au servit suficient de mult în armata regală ca să fie îndreptățiți să primească o pensie suficient de mare ca să reziste la reîntoarcerea lor în Nepal. Există voci care critică decizia guvernului care limitează drepturile gurkha numai la aceia care s-au înrolat după 1 iulie 1997 și care a lăsat numeroși gurkha în retragere într-o situație financiară precară. Grupul de presiune „Gurkha Justice Campaign”, și Partidul Național Britanic și-au unit eforturile pentru extinderea drepturilor asigurate de guvernul britanic la toți soldații gurkah, indiferent de anul pensionării lor. 
Printr-o hotărâre de revoluționară, Înalta Curte de Justiție de la Londra a hotărât pe 30 septembvrie 2008 că toți gurkha care au părăsit armata mai înainte de 1997 au dreptul automat la reședință în Regatul Unit. Ministerul de interne britanic este obligat prin această hotărâre să revizuiască situația tuturor celor afectați de această decizie. 
Pe 29 aprilie 2009, o moțiune a opoziției inițiată de Liberalii Democrați în  Camera Comunelor a fost adoptată cu o majoritate de 267 la 246 de voturi, prima înfrângere a unui partid guvernamental britanic din 1978.  Nick Clegg, iderul libral-democraților avea să declare că „Aceasta este o victorie imensă [...] pentru drepturile gurkha, care au așteptat de atât de multă vreme dreptatea, o victorie pentru Parlament, o victorie pentru decență”. El a mai adăugat că „acesta este tipul de lucruri pe care oamenii vor ca această țară să îl facă” .
Pe 21 mai 2009, ministrul de interne Jacqui Smith a anunțat că toți gurkha care au slujit în serviciul activ cel puțin patru ani vor primi dreptul să se stabilească în Regatul Unit..
Există o organizație caritabilă, „Gurkha Welfare Trust”, care oferă ajutor soldaților gurkha în retragere. 

### Cetățenia britanică
O decizie recentă a Înaltei Curți de Justiție a dat o decizie cu caracter de precedent, acceptând că este o „datorie de onoare” ca Regatul Unit să acorde cetățenia britanică tuturor gurkha trecuți în rezervă înainte de 1997. Prin această hotărâre s-a deschis calea revizuirii tuturor cazurilor de emigrație.

### Cetățenia soldaților gurkha din armata malaysiană
După ce Malaysia și-a câștigat independența în august 1957, numeroși gurkha a devenit soldați ai Forțelor armate malaysiene, în special în Regimentul Regal de Gardă. Alți gurkha au devenit gărzi de corp, în special în Kuala Lumpur.

### Marina Statelor Unite
Marina Statelor Unite a angajat gurkha pentru asigurarea pazei bazeilor militare din Bahrein.